# Флоріан Олешко
Флоріан Семенович Олешко (пол. Florian Olieszko; нар. бл. 1565 — пом. між 4 квітня і 4 листопада 1628) — писар Руської канцелярії, володимирський войський.

## Біографія
Походив з путних бояр, які осіли в селі Пирковичі на Волині. 
Розпочав кар'єру потрапивши найнижнім служебником на двір коронного канцлера Яна Замойського, отримавши в подальшому від нього протекцію. Брав участь в походах Замойського в 1594-1596 рр. на татар і Молдавію. Імовірний учасник посольства Михайла Гарабурди до хана Мехмеда ІІ.
В 1583 р. вступив на посаду писаря Руської канцелярії, яку обіймав до 1619 р. Був відповідальний за ведення шести книг Руської метрики (G-7, L -11, N-13, XF, Q-15, S-17).
Паралельно, як королівський секретар, виконував численні королівські доручення. Вперше на цій посаді він згадується при виконанні доручення щодо відібрання у дітей Андрія Курбського маєтності Туличова для передачі Івану та Семену Красенським. В 1594 р. був у складі королівської комісії разом із Яном Харлінським та Станіславом Кандибою, яка мала оглянути і оцінити міст збудований в Рожищах луцьким і острозьким єпископом Кирилом (Терлецьким). 28 серпня 1596 р. Сигізмунд III призначив Олешка опікуном дітей і маєтностей померлого князя Григорія Друцького-Любецького.
У 1623 р. був послом на сейм від Волинського воєводства, де йому доручили зробити виплату 500 злотих платні козацькій старшині, а також попередити аби ті утримались від самовільних виправ на Крим і Чорне море, аби уникнути порушення пунктів підписаного в 1621 р. Хотинського мирного договору.
Помер між 4 квітня і 4 листопада 1628 р.

## Маєтності
У 1588 р. отримав королівський привілей на село Борки і три дворища в Мостиськах у Володимирському повіту.
У 1591 р. мав конфлікт з луцьким старостою Олександром Семашком через отриману королівську данину на дворище та шістьох путніх бояр під Луцьком.
4 червня 1593 р. на сеймі дістав данину на село Єриловичі і діброву Пещу в Любецькому старостві. Втім вони вже мали спадкових власників — київських зем’ян Стецьких, через що розпочався судовий процес який він зрештою програв.
У 1596 році виграв судову справу щодо сіл Дубна, Волохи та Лубенська Воля у Володимирському повіті, які отримав за королівським привілеєм. Процес супроводжувався конфліктом з королівським дворянином Андрієм Гулевичем, а також судом проти шляхтичів Зубцовських, яких Олешко звинуватив у вбивстві свого вітчима. Врешті, у квітні 1597 року, руський писар домігся від короля рішення про їх баніцію.

## Родина
Був одружений на Агнешці Радзейовській. Мав двох доньок та двох синів — Станіслава та Миколу, які навчались відповідно в Замойській і Краківській академіях. 
Імовірно між 1588 і 1599 рр. перейшов з православ'я на католицизм.